# 曹澍鍾
曹澍鍾，字雨若，號穎生，湖北江夏縣人。清朝政治人物、進士出身。

## 生平
道光十七年丁酉科举人，十八年（1838年）戊戌科進士。選翰林院庶吉士，散館授編修。咸豐年間歷官鹽運使、四川按察使、廣西布政使。咸丰七年十一月初九，由四川按察使升任廣西布政使。咸丰九年四月十九，升任廣西巡撫。咸丰十年闰三月十二（1860年5月2日），命赴四川专办军务。後來入川抗擊太平軍石達開部，被胡林翼劾爲“不知兵事”，遂開缺回籍。